# Mélyrepülés
A Mélyrepülés Cseh Tamás 1988-as albuma, melynek szövegét rendhagyó módon Csengey Dénes írta. A Cseh–Bereményi-páros az Utóirat című kiadatlan szerzeményeket tartalmazó lemezzel lezártnak tekintette a közös munkát, aminek folytatására – a dalok életben tartására – Csengey Dénes kereste meg az énekest. A Frontátvonuláshoz hasonlóan itt is egy egybefüggő történet jelenik meg.
A Mélyrepülés hatalmas és szándékos "déjá vu". Stratégia meg taktika rejlik mögötte. Hogy megszületett, és ilyennek született meg, nemcsak tehetséges, hanem okos, rutinos szerzőkre vall. A Mélyrepülés határozottan és elengedhetetlenül felidézi, visszahívja a Frontátvonulást. Úgy tesz, mintha ugyanarról ugyanazt mondaná, csak kicsit másképp. De nem is egészen ugyanazt mondja. De kétségtelenül ugyanarról.
A műsor bemutatója 1986. május 19-én volt a Katona József Színházban, ahol 55 előadáson keresztül 1988 júniusáig volt műsoron.

## Az album dalai
1. Valami itt...
2. Ausztrália (Ad Notam Grünwalszky F.)
3. Színházi múltam van... (A szélfútta nő)
4. Komédia
5. Suttogó dal
6. Anna
7. Petőfi élete
8. Martinovics zsengéiből
9. Boldogasszony anyánk
10. Mélyrepülés
11. Töredék (Ha nem találom...)
12. Kiegyezés tangó (Ad Notam Erőss Tamás)
13. Dallam a szabadságról

## Külső linkek
- Mélyrepülés – a lemez fülszövege a hivatalos Cseh Tamás oldalon;